# ジャンスマポップ 〜シングル集〜
「ジャンスマポップ 〜シングル集〜」は、（ジャンスマポップ シングルしゅう）は、Jungle Smileのベストアルバム。

## 概要
- 初回盤は、8cmCDが付属。
- 2005年3月24日、COLEZO!シリーズの一つとして再発された。

## 収録曲
1. 風をおこそう
2. 片思い
3. 冒険 (ロマン)
4. 小さな革命（オリジナル・ヴァージョン）
5. 林檎
林檎のためいき収録曲。
6. おなじ星
7. 同級生
おなじ星のカップリング曲、林檎のためいき収録曲。
8. 白い恋人
9. 翔べ! イカロス
10. 祈り（シングル・ヴァージョン）
11. 16歳（オリジナル・サイズ）	
9thシングル。アルバム初収録。
12. 抱きしめたい（オリジナル・サイズ）
10thシングル。アルバム初収録。
13. メルヘン（JS-Pop Mix）
16歳のカップリング曲。アルバム初収録。
14. チェリーボーイ
風をおこそうのカップリング曲。アルバム初収録。

### 初回限定盤CD
1. 「冒険」ライブDub
1998年「林檎のためいきツアー」より。
2. 「翔べ! イカロス」合唱付き
2000年「高崎音楽祭2000」より。